# Jorge Osorio

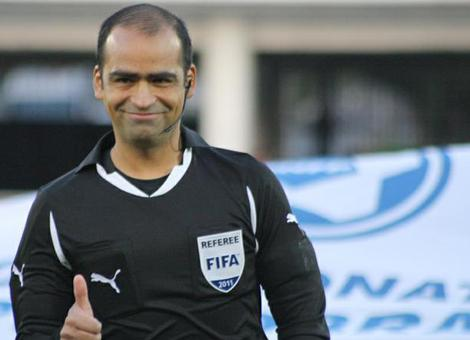
Jorge Osorio, vor 2017

Jorge Luis Osorio Reyes (* 26. Juni 1977) ist ein ehemaliger chilenischer Fußballschiedsrichter.
Osorio leitet mindestens seit 2008 bis 2017 Spiele in der chilenischen Primera División. Insgesamt hatte er mindestens 264 Einsätze.
Von 2009 bis 2017 stand Osorio auf der Liste der FIFA-Schiedsrichter und leitete internationale Fußballspiele, darunter in der Copa Sudamericana, in der Copa Libertadores, bei der Copa América 2015 in Chile, bei der U-17-Südamerikameisterschaft 2007 in Ecuador und 2009 in Chile sowie bei der U-20-Südamerikameisterschaft 2011 in Peru.